# Mowag T1
Der Mowag T1 war ein Militärfahrzeug des Schweizer Herstellers Mowag.

## Geschichte und Entwicklung
Der 1953 konstruierte T1 4×4 wurde so gebaut, dass er modular gefertigt werden konnte, je nach Bedarf mit offener Ladebrücke, mit Funkerkabine als geschlossener Kastenwagen etc. Um die Herstellung, Wartung und Reparatur einfach und kostengünstig zu halten, wurden viele Bauteile des amerikanischen Autobauers Dodge verwendet.
Mit oder ohne Seilwinde, die meisten Mowag T1 4×4 wurden als rechtsgesteuerte Fahrzeuge gebaut, es wurden über 1600 Fahrzeuge in sieben verschiedenen Ausführungen an die Schweizer Armee geliefert. Die Mowag T1 4×4 wurden zudem auch als Einsatzfahrzeuge an Feuerwehren und an die Polizei geliefert. Die Armee setzte die Mowag T1 4×4 bis 1995 ein, viele Fahrzeuge befinden sich heute in privatem Besitz. Drei Fahrzeuge von Militär und Polizei befinden sich heute im Schweizerischen Militärmuseum Full.
Die Schweizer Armee erhielt total 1668 Stück:
- 755 Mannschaftstransporter
- 268 Sanitätswagen
- 363 Kommandowagen
- 37 Telefonzentralenwagen
- 3 Funkwagen
- 2 Fernbetriebswagen
- 240 Mowag Panzerattrappen